# Madonna del Ceppo
La Madonna del Ceppo è un dipinto, tempera su tavola (187x120 cm) di Filippo Lippi, databile al 1452-1453 e conservato nel Museo civico di Prato.

## Storia
Il "Ceppo" era il nome comune della Pia Casa dei Ceppi, un'organizzazione assistenziale che prevedeva l'inserimento di elemosine in un ceppo d'albero. L'organizzazione, presente con varianti in più città toscane, a Prato era stata fondata grazie al generoso lascito del mercante Francesco Datini, per questo aveva sede in palazzo Datini, dove il dipinto restò, sopra un pozzo in un cortile fino al 1858, quando venne musealizzato. La lunga esposizione all'aperto ha determinato la perdita della cromia originaria e un generale grigiore soprattutto negli incarnati dei personaggi.
L'opera, citata anche da Vasari, venne commissionata tra il 1452 e il 1453 dai quattro Buonomini del Ceppo, che soprintendevano alla decorazione della Cappella Maggiore di Santo Stefano nel Duomo di Prato. Il 28 maggio 1453 un documento testimonia il pagamento dell'opera per 85 fiorini d'oro.

## Descrizione e stile
L'opera mostra la Madonna col Bambino in trono, affiancata dai santi Stefano e Giovanni Battista. In basso Francesco Datini presenta alla Vergine i quattro committenti: Andrea di Giovanni Bertelli, Filippo Manassei, Pietro Pugliesi e Jacopo degli Obizzi.
Il fondo oro ha un gusto arcaicizzante, probabilmente da mettere in relazione con la cultura figurativa non ancora aggiornata della cittadina toscana. L'opera è sempre stata considerata autografa del maestro, tutt'al più con la collaborazione degli aiuti, in particolare Fra Diamante o il Pesellino, nei volti dei quattro committenti.

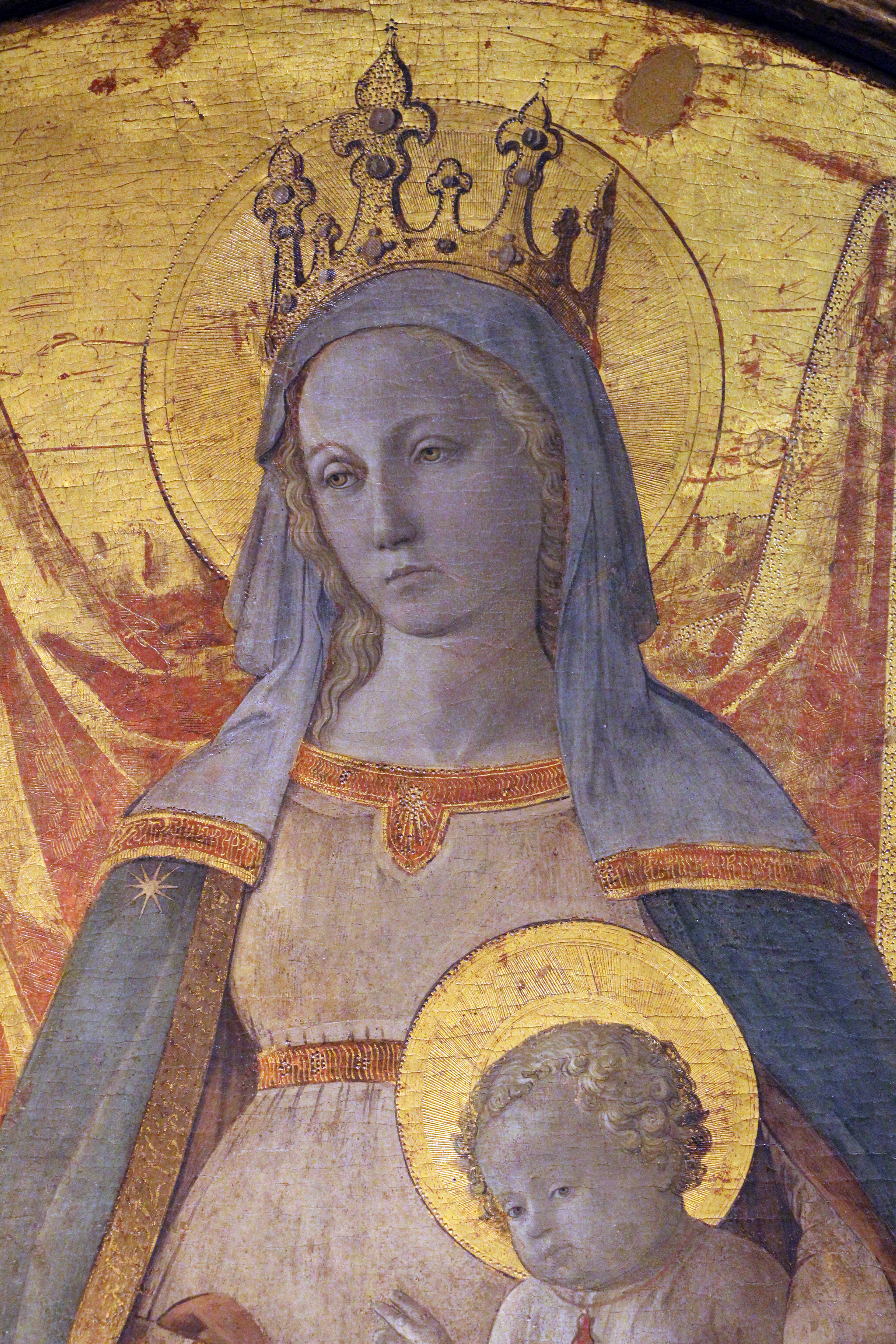
particolare del volto della Vergine
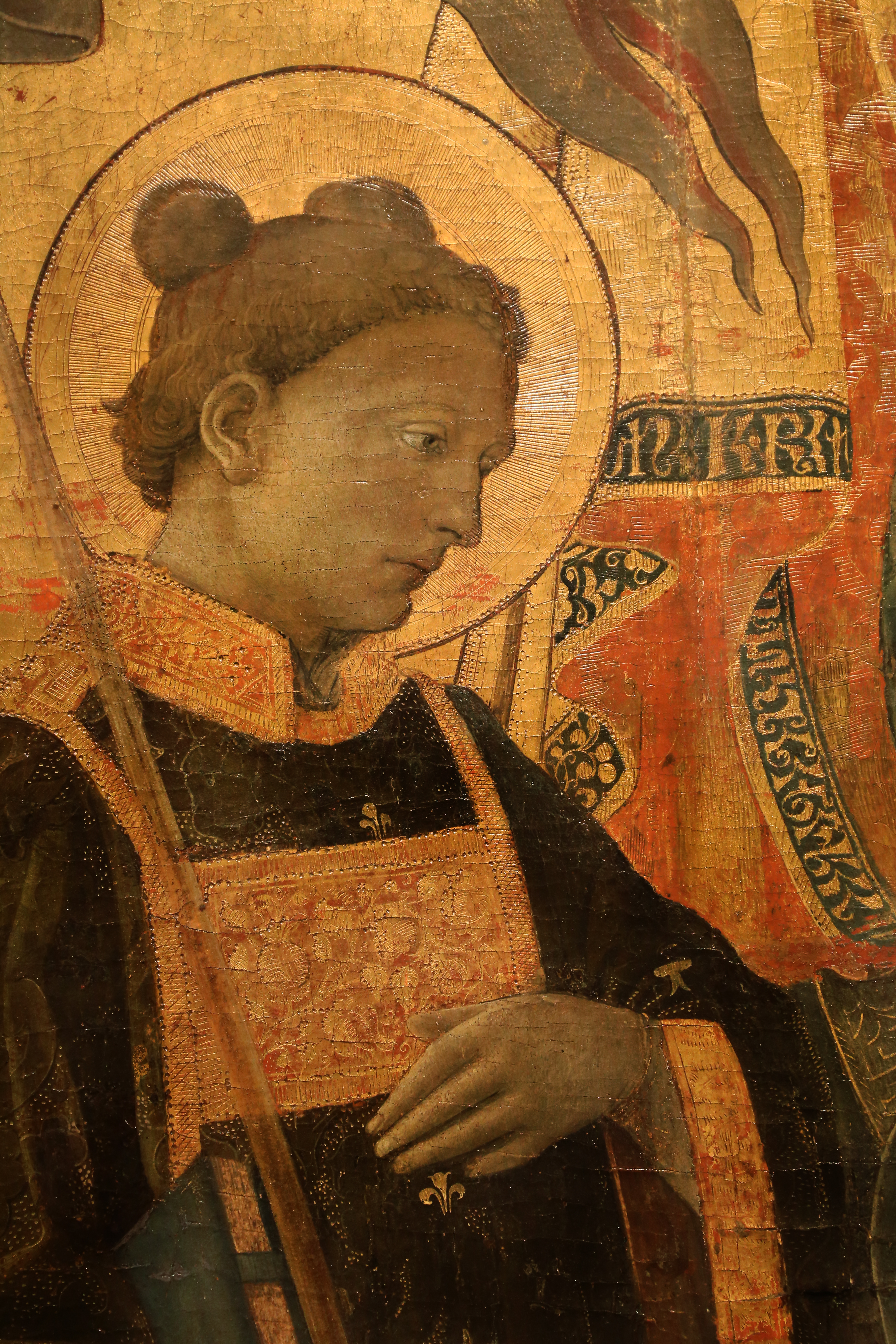
Santo Stefano, patrono di Prato
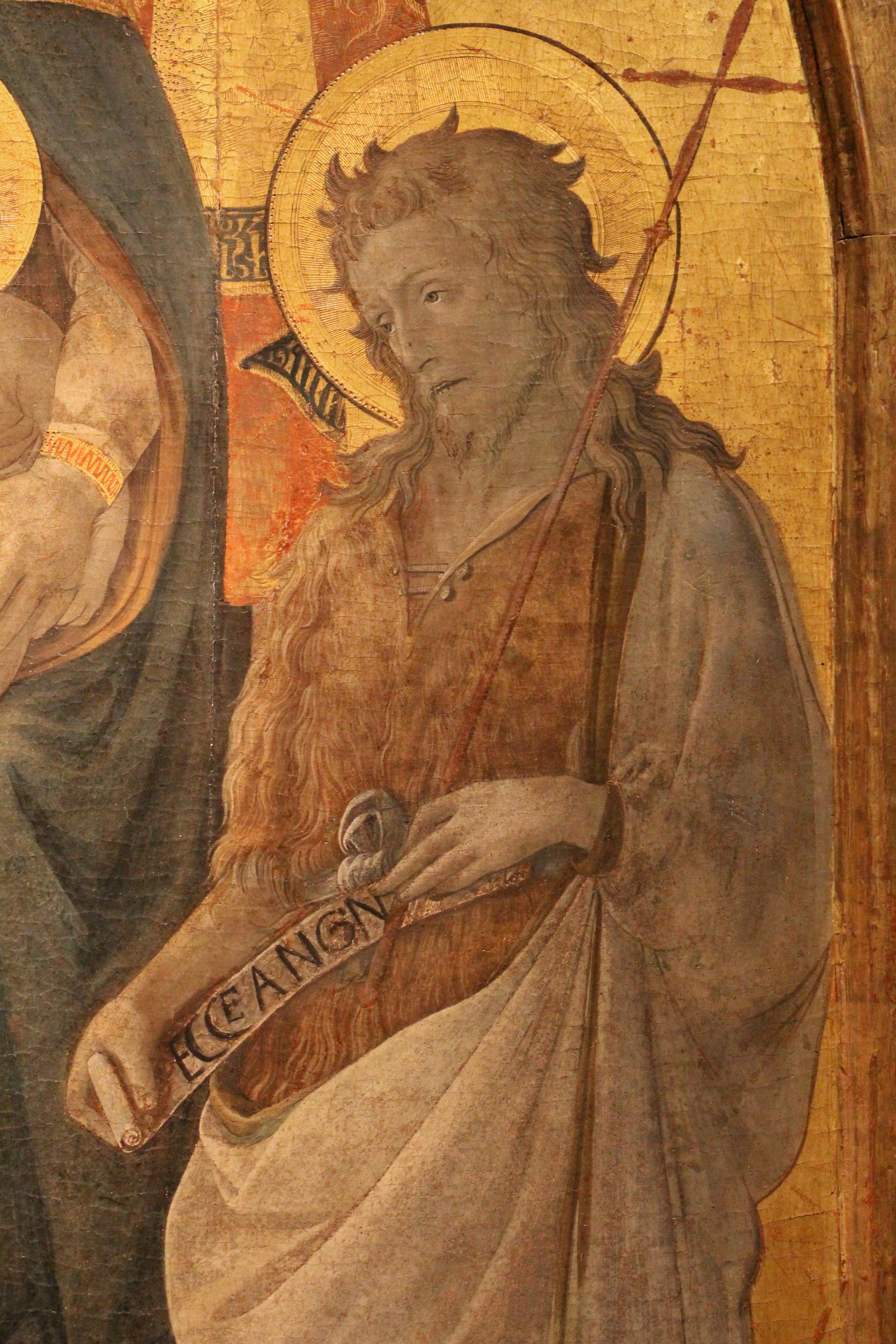
San Giovanni Battista
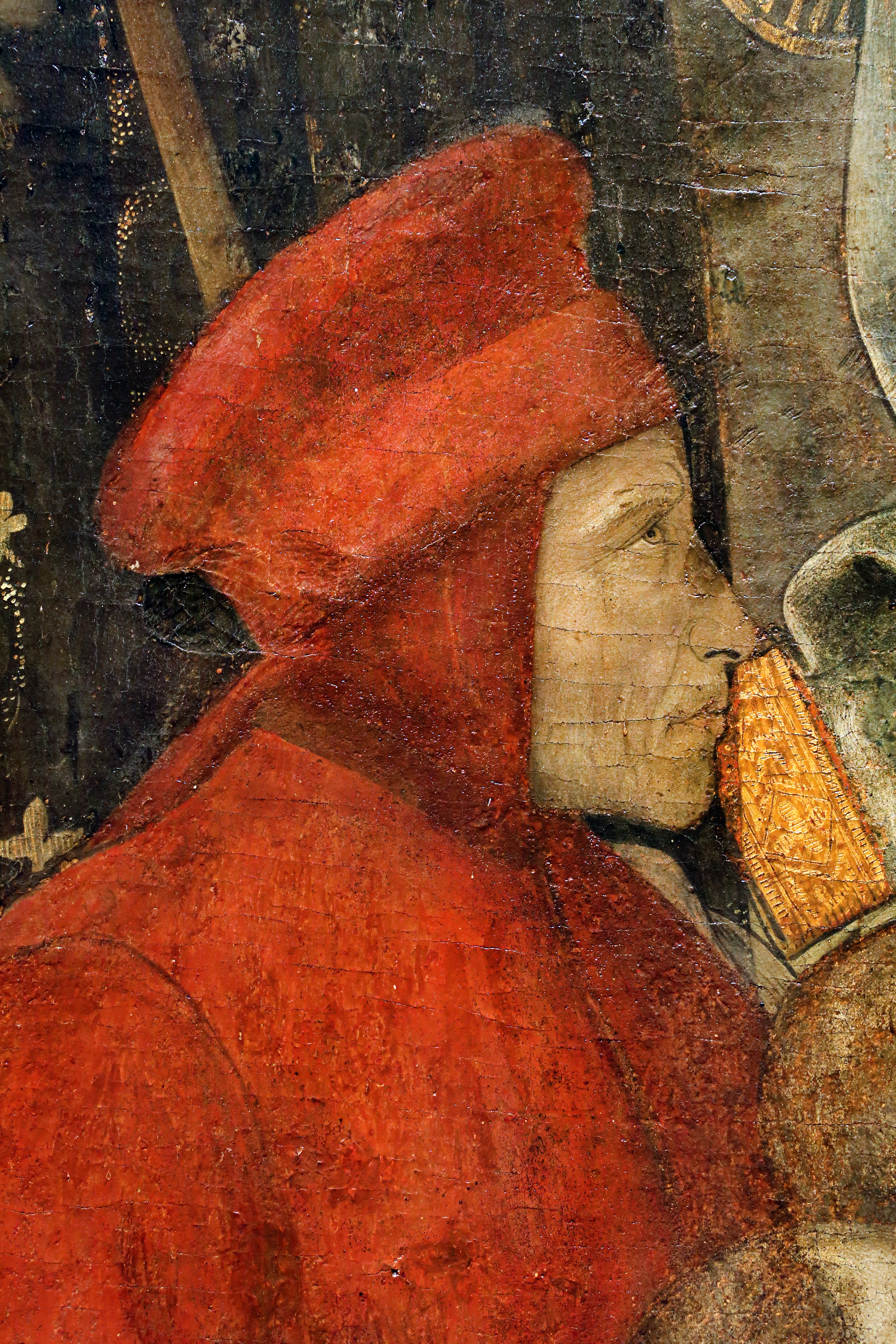
ritratto di Francesco Datini
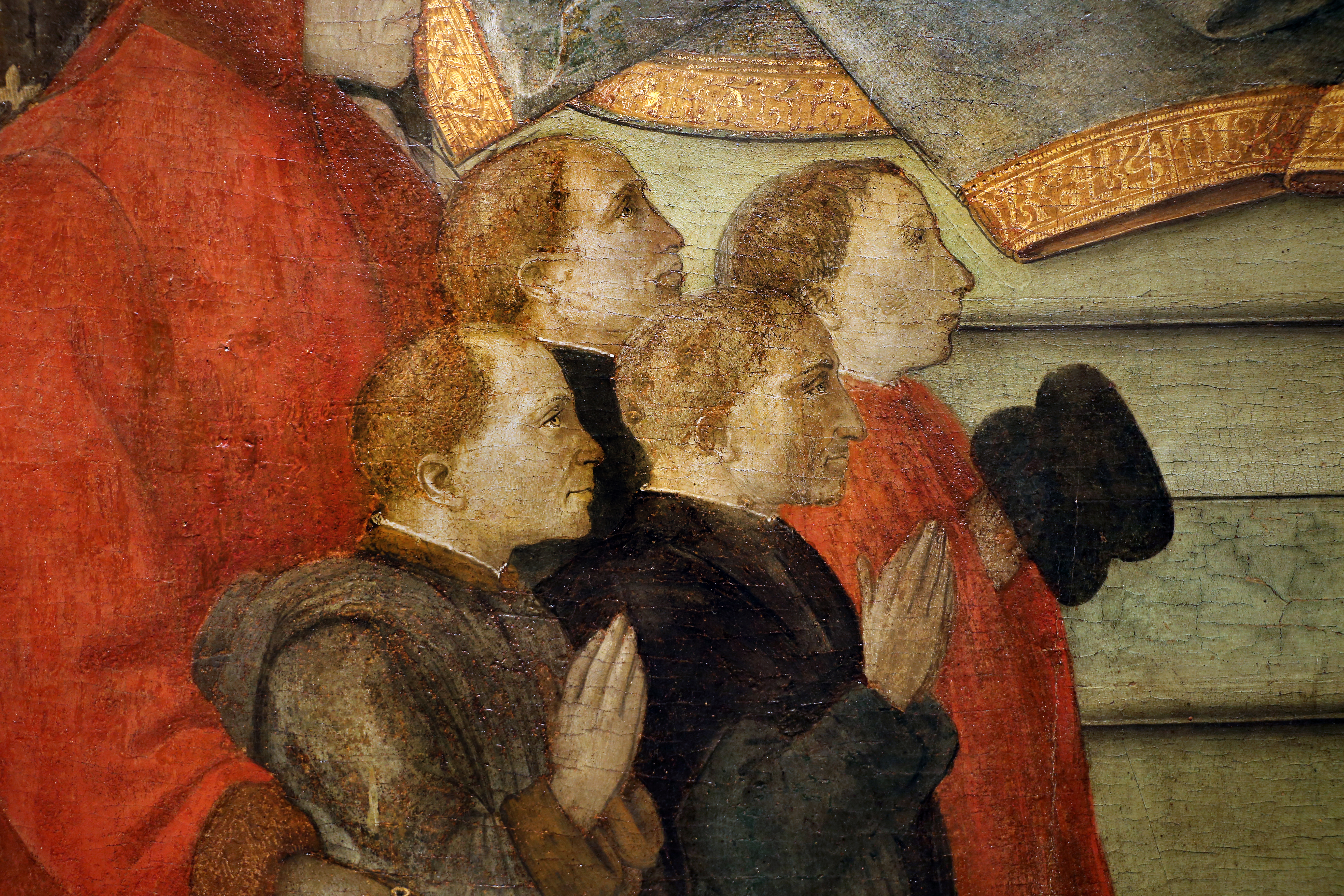
i committenti:  Andrea di Giovanni Bertelli, Filippo Manassei, Pietro Pugliesi e Jacopo degli Obizzi